# Родриго Гутьеррес Хирон
Родриго Гутьеррес Хирон (исп. Rodrigo Gutiérrez Girón; ? — 1193) — кастильский магнат из Паленсии, сыгравшим ключевую роль в средневековой истории Пиренейского полуострова. Он был первым из своего рода, кто добавил «Хирон» к своему отчеству. Владелец обширных владений и поместий, Родриго и его родственники сформировали один из самых могущественных кланов в Тьерра-де-Кампос со времен Бану Гомес.

## Биография
Старший майордом короля Кастилии Альфонсо VIII с 1173 по 1193 год, за исключением коротких промежутков времени, он и его потомки входили в состав одной из самых могущественных семей средневековых королевств Кастилия и Леон и сыграли важную роль в окончательном объединении короны обоих королевств. Он участвовал в нескольких крупных сражениях во время Реконкисты на юге Испании.
Родриго управлял несколькими феодальными поместьями, в том числе Гатон-де-Кампос, Монсон, Торремормохон, Монтеалегре, половиной Карриона и Лиебаны, все из которых, кроме последнего, были расположены в Тьерра-де-Кампос. За свою верность и заслуги перед короной он был щедро вознагражден. В 1179 году король Кастилии Альфонсо VIII пожаловал ему Борокс и разрешил построить общественные бани и печи в Толедо, а также водяную мельницу на реке Тежу.
В 1189 году он управлял замком Хигарес в Мосехоне и прилегающими землями, которые он в том же году передал епископу и собору Толедо. В 1191 году Родриго и его вторая жена Химена пожертвовали «для своих душ» половину дохода и имущества в замке Дуэньяс в провинции Сьюдад-Реаль Ордену Калатравы, оставив другую половину потомкам от первого брака. В это пожертвование пара также включила половину Борокса, Мосехон, а также печи и водяную мельницу в Толедо.
Родриго умер в 1193 году и был похоронен в соборе Паленсии.

## Родословная
Происхождение рода Хиронов было предметом многочисленных споров историков и специалистов по генеалогии. Херонимо Гудиэль был первым, кто написал полный трактат об этой семье по заказу первого герцога Осуна Педро Тельеса-Хирона, работа, которая была опубликована в 1577 году. Согласно агиографу герцога, Хирон происходил из Сиснероса, Паленсия и происходил от графа Родриго Гонсалеса де Сиснерос, члена дома Лара, следуя генеалогии, ранее предложенной Педро Афонсо, графом де Барселуш. Луис де Саласар-и-Кастро в своей работе о ларасах также ошибочно приписал происхождение этой семьи графу Гонсало Пелаэсу, могущественный магнат из Астурии.
Анализируя средневековую документацию и хартии, современные историки смогли прояснить происхождение этой важной линии от Тьерра-де-Кампос, возможных потомков кланов Бану Мирель и Бану Гомес. Согласно этим расследованиям, Родриго Гутьеррес Хирон был сыном Гутьерре Тельес и Урраки Диас. Его дедом по отцовской линии был Тельо Фернандес, дворянин из Салданьи, который появляется в 1116 году в качестве главного арендатора в Торремормохоне, а позже, в 1127 году, занимает тот же пост в Тьерра-де-Кампос и управляет замком Асека, Толедогде он умер в 1133 году, когда замок был взят и разрушен Альморавидами.
У Родриго было четыре брата Альваро, Педро Гутьеррес, женатый на Марии Буэсо, Гонсало и мэр, жена Альфонсо Телеса, сына Тельо Телеса и Майор Суарес. Его брат Педро, появившийся в 1169 году в монастыре Сан-Исидро-де-Дуэньяс как брат Родриго Гутьерреса, был сеньором половины Оканьи и вместе со своим родственником Тельо Пересом де Менесесом и их женами основал госпиталь для пленников и паломников в Куэнке в 1182 году, а два года спустя он был передан в дар Ордену Сантьяго.

## Брак и дети

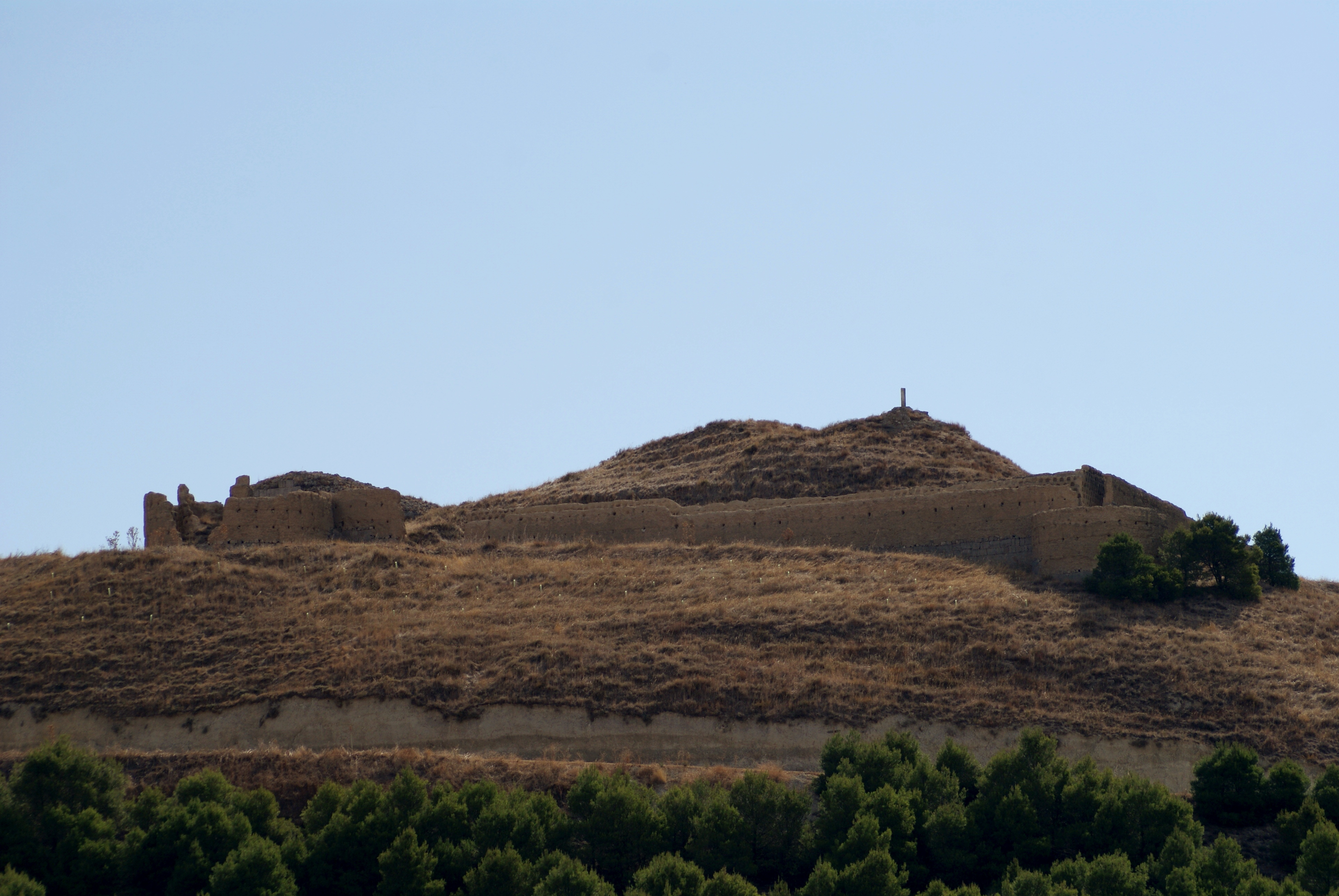
Замок Торремормохон

Его первый брак был с Марией де Гусман, дочерью Родриго Муньоса де Гусмана и Майор Диас. От этого брака родилось восемь детей, о чем свидетельствует пожертвование, которое они сделали после смерти отца в 1194 году Ордену Калатравы своего наследства в замке Дуэньяс. Племянник этих братьев и сестер также фигурирует в документе, Родриго Гонсалес Хирон. Потомками этого брака были:
- Гонсало Родригес Хирон, старший королевский майордом, сеньор де Фречилья и Аутильо-де-Кампос.
- Гутьерре Родригес Хирон, королевский канцлер с 7 ноября 1182 по 22 августа 1192 год, который подтвердил хартии в те годы как Гутеррио Родеричи existente cancellario scripsit и епископ Сеговии (1194—1195), годом его смерти в Битва при Аларкосебитве при Аларкосе.
- Альваро Родригес Хирон, фигурирующий в 1218 году в документации монастыря Санта-Мария-ла-Реаль в Агилар-де-Кампу, продавал недвижимость в Агилар-де-Кампу и в Кинтанилья-де-Вересоса.
- Педро Родригес Хирон, муж Санчи Перес де Лумиарес, дочери Педро Альфонсо Вьегаса де Рибадуро и Уррака Альфонсо, внебрачной дочери короля Афонсо Энрикеса[11]
- Нуньо Родригес Хирон
- Родриго Родригес Хирон, королевский канцлер и лорд мадридской виллы
- Тереза Родригес Хирон, жена Понсе Вела де Кабреры, альфереса короля Фердинанда II Леонского, предки Понсе де Леон.
- Эльвира Родригес Хирон (умерла около 1211 г.), первая жена Альфонсо Телеса де Менесеса «Эль Вьехо», бабушка и дедушка Майор Альфонсо де Менесес, матери королевы Марии де Молина.

Родриго Гутьеррес Хирон женился во второй раз на Химене Осорио, дочери графа Осорио Мартинеса. Оба фигурируют в пожертвовании, сделанном 22 ноября 1191 года Ордену Калатравы. Второй брак был бездетным.